# Maurice Weber

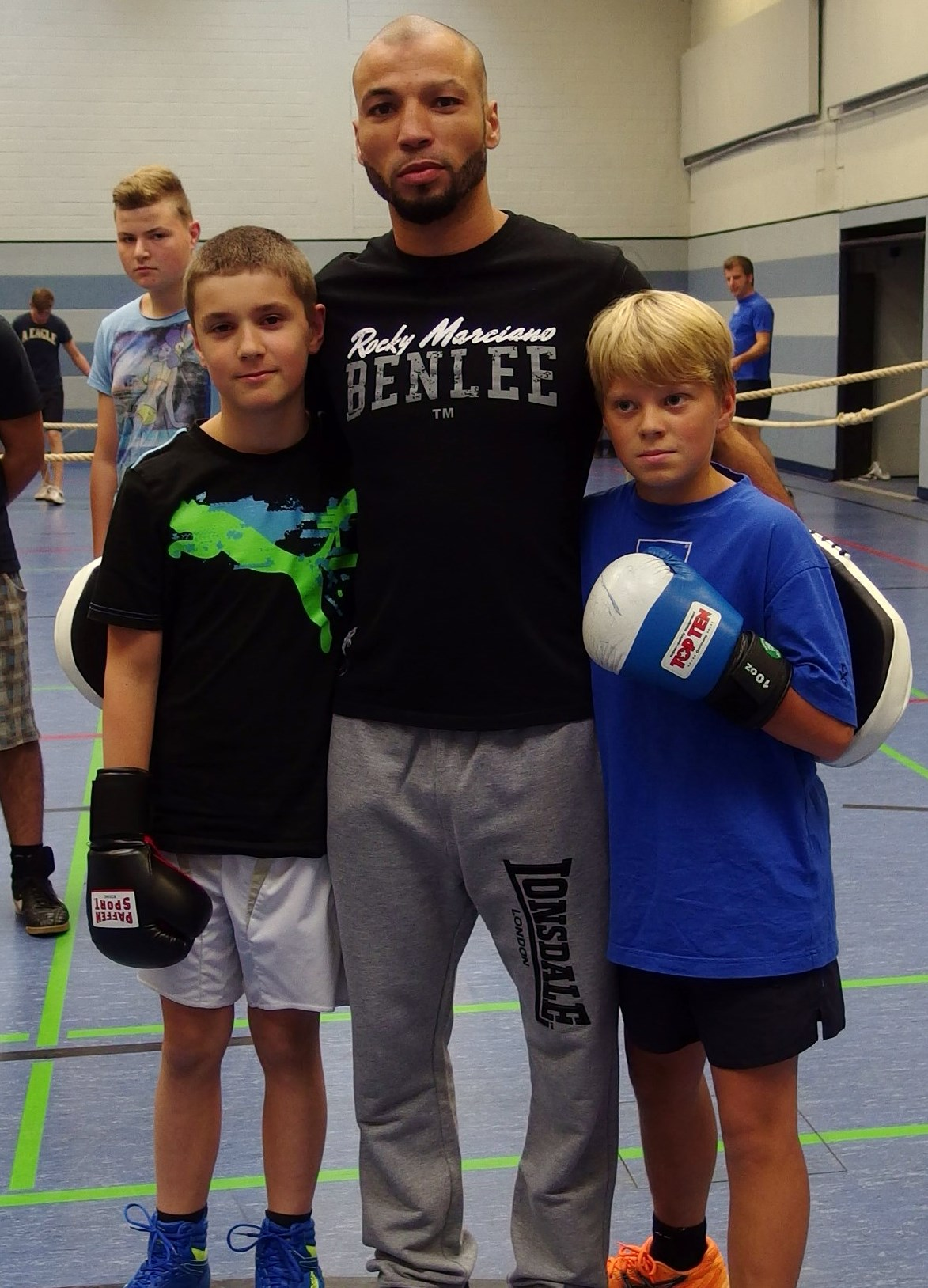
Maurice Weber beim Besuch in einer Schule

Maurice Weber (bürgerlicher Name: Muhammed Lassoued, * 29. Juni 1981 in Leverkusen) ist ein ehemaliger deutscher Profiboxer tunesischer Abstammung im Halbmittelgewicht. In insgesamt 98 Amateurkämpfen (für den Verein Bayer 04 Leverkusen) gewann er 88-mal und boxte zweimal Unentschieden. Dabei gewann er mehrere internationale Titel.

## Karriere
Sein Profidebüt gab er am 26. September 2005 gegen Vladimir Tazik. Den Kampf gewann Weber durch Technischen K. o. (TKO) in der ersten Runde. Nach weiteren Siegen endete sein achter Kampf am 18. November 2006 gegen den Franzosen Frank Haroche Horta unentschieden. Am 13. September 2007 boxte Maurice Weber in seinem elften Profikampf gegen Daniel Käfer um den vakanten deutschen Meistertitel im Halbmittelgewicht. Diesen Kampf gewann er nach Punkten. Auch im direkten Rückkampf wurden alle zehn Runden geboxt und Weber wurde erneut zum Sieger ernannt. Diesmal musste Daniel Käfer in der dritten und vierten Runde jeweils einmal zu Boden. Seinen deutschen Meistertitel verteidigte Weber zuletzt am 11. Juli 2008 erfolgreich gegen Johannes Fabrizius. Am 5. Dezember 2008 verlor Weber gegen den Franzosen Frederic Serre durch eine knappe Mehrheitsentscheidung der Punktrichter (77:77, 75:77, 76:78). Bei diesem Kampf verletzte sich Weber schwerwiegend an seiner rechten Hand und musste auf Anraten von mehreren Medizinern seine sportliche Karriere beenden.
Nach einer dreijährigen Genesungspause bestritt er am 2. Dezember 2011 in der SAP Arena in Mannheim ein erfolgreiches Comeback für die Sturm Box-Promotion mit Magomed Schaburow als Trainer. Danach folgten am 13. April 2012 ein schneller K.o.-Sieg in der Lanxess Arena in Köln, ein Kampf in Sarajevo mit einem klaren Punktesieg am 8. Juni 2012, erneut ein K.o.-Sieg in Runde drei in der Arena Oberhausen am 1. September 2012 und am 1. Februar 2013 im Düsseldorfer ISS Dome ein klarer Punktesieg. Anschließend gelangen Weber drei schnelle KO-Siege: am 1. Juli 2013 in der Dortmunder Westfalenhalle, am 7. Dezember 2013 in der Stuttgarter Porsche-Arena und am 31. Mai 2014 im König-Palast in Krefeld. Im Juni 2014 belegte Weber zum ersten Mal in seiner Karriere eine Top-15-Position mit Rang 11 bei der WBO. Im März 2015 erreichte er seine bis dahin höchste Platzierung in einer Weltrangliste mit Rang 6 bei der WBA. Sein bisher höchster Kampf war eine Interims-Weltmeisterschaft im Verband WBA gegen Jack Culcay-Keth am 9. Mai 2015, bei dem sich Weber in der dritten Runde die rechte Hand brach. Er boxte dennoch über die vollen 12 Runden, verlor den Kampf jedoch nach Punkten. Nach dieser Verletzung gewann er einen Kampf in der MBS Arena Potsdam am 9. April 2016 klar und durch KO in der 3. Runde. Weber war auf der Undercard des vorherigen Gegners Jack Culcay-Keth. Weitere Kämpfe konnte er wegen seiner Handverletzung seither nicht bestreiten.

## Liste der Profikämpfe
| Jahr | Tag          | Ort                                                      | Gegner/Kampfziel     | Ergebnis für Weber          |
| ---- | ------------ | -------------------------------------------------------- | -------------------- | --------------------------- |
| 2005 | 26. November | Wilhelm-Dopatka-Halle, Leverkusen, Deutschland           | Vladimir Tazik       | TKO-Sieg / 1. Runde         |
| 2006 | 14. Januar   | Ballhaus Arena, Aschersleben, Deutschland                | Max Steltzer         | TKO-Sieg / 4. Runde         |
| 2006 | 4. Februar   | Burg-Wächter Castello, Düsseldorf, Deutschland           | Michal Durovic       | Punktsieg / 4 Runden        |
| 2006 | 25. März     | TURM Erlebnis City Oranienburg, Brandenburg, Deutschland | Jan Salamacha        | KO-Sieg / 3. Runde          |
| 2006 | 6. Mai       | Burg-Wächter Castello, Düsseldorf, Deutschland           | Patrik Prokopecz     | Punktsieg / 4 Runden        |
| 2006 | 22. August   | Universum Gym, Hamburg, Deutschland                      | Deniss Aleksejevs    | Punktsieg / 6 Runden        |
| 2006 | 10. Oktober  | T-Mobile Arena, Prag, Tschechische Republik,             | Albert Starikov      | Punktsieg / 6 Runden        |
| 2006 | 18. November | Burg-Wächter Castello, Düsseldorf, Deutschland           | Frank Haroche Horta  | Unentschieden / 6 Runden    |
| 2007 | 27. Februar  | Kugelbake-Halle, Cuxhaven, Deutschland                   | Gabriel Lecrosnier   | Punktsieg / 6 Runden        |
| 2007 | 30. Juni     | Porsche-Arena, Stuttgart, Deutschland                    | Gotthard Hinteregger | Punktsieg / 8 Runden        |
| 2007 | 13. November | Hohenstaufenhalle, Göppingen, Deutschland                | Daniel Käfer         | Punktsieg / 10 Runden       |
| 2008 | 5. April     | Burg-Wächter Castello, Düsseldorf, Deutschland           | Daniel Käfer         | Punktsieg / 10 Runden       |
| 2008 | 11. Juli     | Rundturnhalle, Cuxhaven, Deutschland                     | Johannes Fabrizius   | Punktsieg / 10 Runden       |
| 2008 | 5. Dezember  | Sporthalle Brandberge, Halle (Saale), Deutschland        | Frederic Serre       | Punktniederlage / 8 Runden  |
| 2011 | 2. Dezember  | SAP Arena, Mannheim, Deutschland                         | Alexander Riegel     | Punktsieg / 6 Runden        |
| 2012 | 13. April    | Lanxess Arena, Köln, Deutschland                         | Andrei Dolhozhyieu   | TKO-Sieg / 2. Runde         |
| 2012 | 8. Juni      | Sarajevo, Bosnien und Herzegowina                        | Aliaksei Volchan     | Punktsieg / 6 Runden        |
| 2012 | 1. September | König-Pilsener-Arena, Oberhausen, Deutschland            | Andrei Dolhozhyieu   | TKO-Sieg / 3. Runde         |
| 2013 | 1. Februar   | ISS Dome, Düsseldorf, Deutschland                        | Mariusz Biskupski    | Punktsieg / 6 Runden        |
| 2013 | 6. Juli      | Westfalenhalle, Dortmund, Deutschland                    | Aliaksandr Abramenka | TKO-Sieg / 1. Runde         |
| 2013 | 7. Dezember  | Porsche-Arena, Stuttgart, Deutschland                    | Volodymyr Borovskyy  | TKO-Sieg / 2. Runde         |
| 2014 | 31. Mai      | König Palast, Krefeld, Deutschland                       | Renat Samedovi       | TKO-Sieg / 6. Runde         |
| 2014 | 8. November  | Porsche-Arena, Stuttgart, Deutschland                    | Gary Abajyan         | Punktsieg / 8 Runden        |
| 2015 | 9. Mai       | Festhalle, Frankfurt am Main, Deutschland                | Jack Culcay-Keth     | Punktniederlage / 12 Runden |
| 2016 | 9. April     | MBS Arena Potsdam, Potsdam, Deutschland                  | Valeri Karelidze     | KO-Sieg / 3. Runde          |